# Urso-de-gobi
O urso-de-gobi (Ursus arctos gobiensis), conhecido em mongol como mazaalai (Мазаалай), é uma subespécie de urso-pardo (Ursus arctos) que se encontra no deserto de Gobi, na Mongólia. É listado como criticamente ameaçado pelo Redbook da Mongólia Espécies ameaçadas de extinção e pela Zoological Society of London. A população incluía apenas cerca de 30 adultos em 2009,  e é separada por uma distância suficiente de outras populações de ursos pardos para atingir o isolamento reprodutivo.

## Comportamento e ecologia
Os ursos de Gobi comem principalmente raízes, frutos e outras plantas, às vezes roedores; não há evidências de que eles se alimentam de grandes mamíferos. Pequeno em comparação com outras subespécies de urso marrom, os machos adultos pesam cerca de 96,0–138,0 kg (211,6–304,2 lb) e as mulheres cerca de 51,0–78,0 kg (112,4–172,0 lb).

## Diversidade genética
Os ursos de Gobi têm muito pouca diversidade genética,  entre as mais baixas já observadas em qualquer subespécie de urso pardo. Níveis de diversidade genética semelhantes aos dos ursos de Gobi foram relatados apenas em uma pequena população de ursos pardos nas montanhas dos Pireneus, na fronteira da Espanha e da França.

## Pesquisa
Com base na morfologia, o urso pardo de Gobi às vezes é classificado historicamente como sendo da mesma subespécie do urso azul tibetano . No entanto, uma análise filogenética recente mostrou que o urso Gobi representa, em vez disso, uma população relíquia do urso marrom do Himalaia .  Existem menos de 40 ursos Gobi restantes na natureza.